# Silvia Weissteiner
Silvia Weissteiner (Italia, 13 de julio de 1979) es una atleta italiana especializada en la prueba de 3000 m, en la que consiguió ser medallista de bronce europea en pista cubierta en 2007.

## Carrera deportiva
En el Campeonato Europeo de Atletismo en Pista Cubierta de 2007 ganó la medalla de bronce en los 3000 metros, con un tiempo de 8:44.81 segundos que fue récord nacional italiano, tras la polaca Lidia Chojecka y la española Marta Domínguez (plata).